# Herman Swedborg

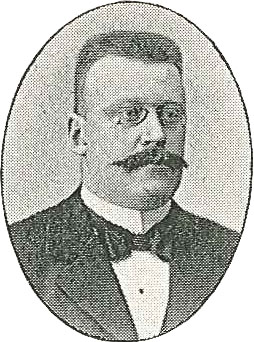
Herman Swedborg omkring sekelskiftet 1900.

Herman Fredrik Swedborg, född den 13 december 1865 i Vänersborg, död den 12 september 1926 i Sundsvall, var en svensk jurist.
Swedborg var son till lektorn och tidningsutgivaren Johannes Swedborg och dennes hustru Amélie Ramstedt. Han avlade hovrättsexamen vid Uppsala universitet 1889 och blev vice häradshövding 1892. Han antogs som tillförordnad fiskal vid Svea hovrätt 1895 och blev adjungerad ledamot vid denna hovrätt 1897 samt assessor 1901. År 1903 överflyttade han till Nedre justitierevisionen där han först var extra revisionssekreterare och från 1904 konstituerande revisionsekreterare. År 1905 utsågs Swedberg till häradshövding i Medelpads västra domsaga, och kvarstod på denna post till året före sin död. Han blev riddare av Nordstjärneorden 1911.